# Humidificador

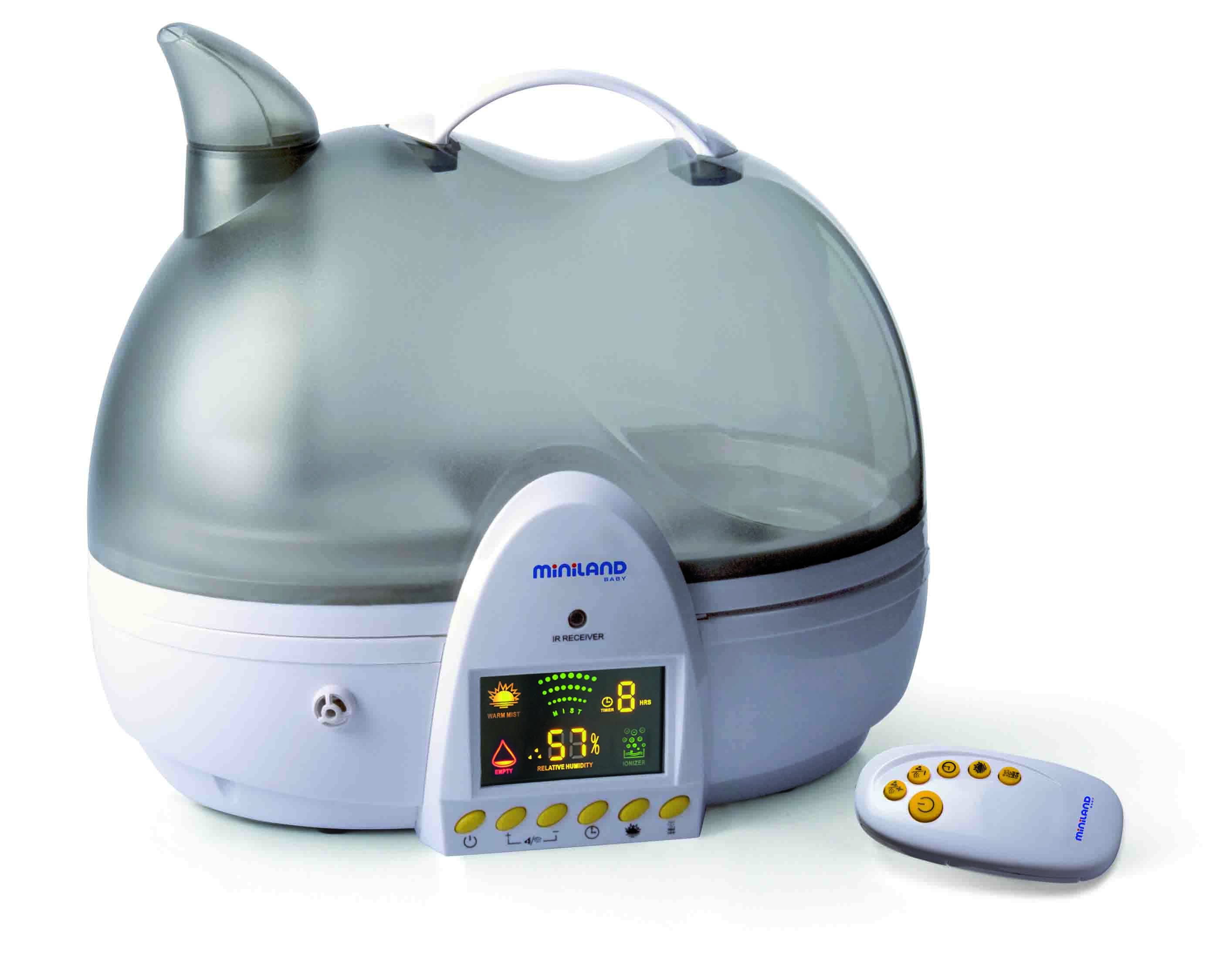
Humidificador Ultrasònic Miniland Baby.

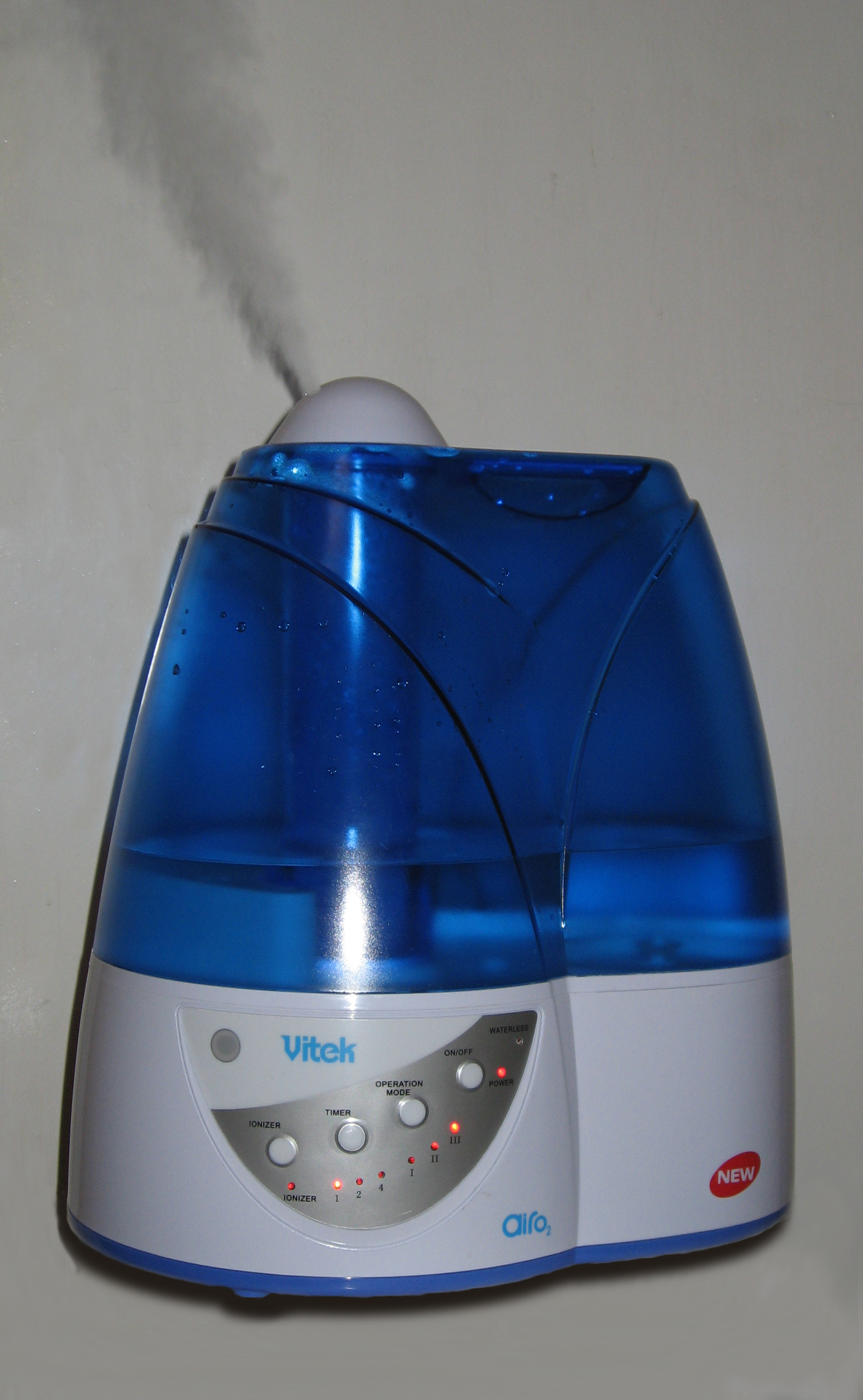
Humidificador ultrasònic Vitek.

L'humidificador és un aparell que serveix per a augmentar la humitat de l'ambient en una habitació.

## Usos
S'usa especialment per a restaurar el nivell d'humitat relativa quan a l'estiu l'augment de temperatura produeix una disminució d'aquesta.

## Models
Bàsicament existeixen tres tipus d'humidificadors.
- Freds (ultrasònics)
- Calents (elèctrodes)
- Calents (evaporació)

Els humidificadors ultrasònics, produeixen una nebulització l'aigua a través de vibracions de molt alta freqüència, són extremadament segurs, silenciosos, amb cabal regulable i de molt baix consum (típicament de 20W a 35 W). D'altra banda només es pot utilitzar aigua i està absolutament prohibit l'ús de qualsevol additiu. El seu ús típic és la restauració de la humitat relativa durant llargs períodes.
Els humidificadors d'elèctrodes generen vapor mitjançant l'ebullició de l'aigua del dipòsit escalfada a través del corrent que passa directament per l'aigua. Són més perillosos (el vapor que expulsa ho fa a alta temperatura), i tenen un consum elevat. El cabal de sortida no és regulable i depèn molt de la duresa de l'aigua. Com més contingut de sals de l'aigua més gran és la conductivitat elèctrica i, per tant, major la intensitat que circula, el que al seu torn implica un major cabal. D'altra banda, se'ls poden afegir olis balsàmics a la sortida del vapor (mai en l'aigua) el que els fa especialment útils per a les situacions de curta durada per motius patològics dificultats puntuals respiratòries, mucositats de difícil expulsió, i molt especialment quan això és amb nens petits.
Els humidificadors per evaporació generen un cabal menor, no regulable i han de funcionar només amb aigua destil·lada. El seu funcionament és mitjançant una metxa que es manté humida per capil·laritat i que al seu torn és escalfada mitjançant un calefactor elèctric. Si l'aigua conté sals, la metxa s'obtura amb relativa facilitat. Poden usar-se amb olis balsàmics a la sortida del vapor, però la seva eficiència en això és molt inferior a la dels elèctrodes. És el tipus menys usat.